# Samarśke (obwód charkowski)
Samarśke (ukr. Самарське) – wieś na Ukrainie, w obwodzie charkowskim, w rejonie kupiańskim. W 2001 liczyła 25 mieszkańców, spośród których 22 posługiwało się językiem ukraińskim, a 3 rosyjskim.